# Pozorrubio
Pozorrubio (das ehemalige Claris oder Pozzorrubio) ist eine Stadtgemeinde in der philippinischen Provinz Pangasinan. In dem 89,65 km² großen Gebiet wohnten im Jahre 2015 69.555 Menschen, wodurch sich eine Bevölkerungsdichte von 776 Einwohnern pro km² ergibt. Das meist flache Gelände grenzt an die philippinischen Kordilleren.
Pozorrubio ist in die folgenden 34 Baranggays aufgeteilt:
| - Alipangpang - Amagbagan - Balacag - Banding - Bantugan - Batakil - Bobonan - Buneg - Cablong - Casanfernandoan - Castaño - Dilan | - Don Benito - Haway - Imbalbalatong - Inoman - Laoac - Maambal - Malasin - Malokiat - Manaol - Nama - Nantangalan | - Palacpalac - Palguyod - Poblacion I - Poblacion II - Poblacion III - Poblacion IV - Rosario - Sugcong - Talogtog - Tulnac - Villegas |

Anmerkung: Población (spanisch für Population) bezeichnet auf den Philippinen oft mehrere im Zentrum einer Stadtgemeinde liegende Barangays.
|  |  |